# Trinidad e Tobago nos Jogos Olímpicos de Verão de 2016
Trinidad e Tobago participou dos Jogos Olímpicos de Verão de 2016, que foram realizados na cidade do Rio de Janeiro, no Brasil, entre os dias 5 e 21 de agosto de 2016.
O atleta Keshorn Walcott ganhou a medalha de bronze no Lançamento de dardo masculino no dia 21 de agosto de 2016, com a marca de 85.38.